# Robinson Ellis

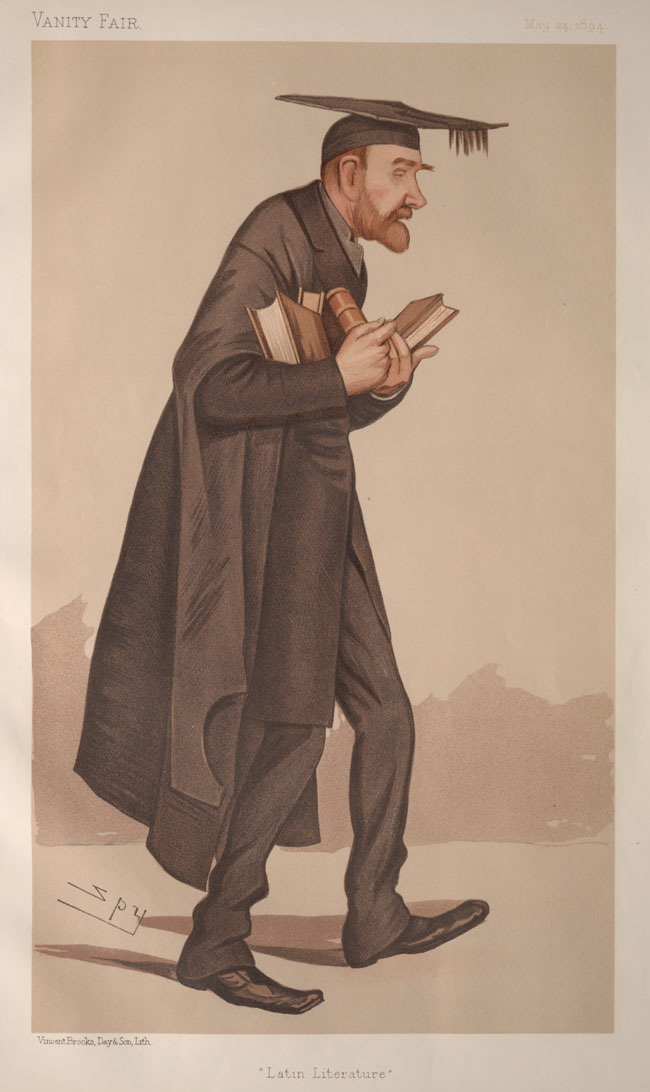
Robinson Ellis, Karikatur in Vanity Fair, 1894.

Robinson Ellis (* 5. September 1834 in Barming bei Maidstone; † 10. Oktober 1913 in Oxford) war ein britischer Klassischer Philologe.

## Leben
Seine Schulausbildung begann auf dem Elizabeth College, Guernsey, anschließend besuchte er die Rugby School und schließlich das Balliol College der University of Oxford. 1858 wurde er Fellow des Trinity College, und 1870 Professor für Latein am University College  London. 1876 kehrte er nach Oxford zurück, wo er von 1883 bis 1893 eine Dozentur in Latein innehatte. 1893 folgte er Henry Nettleship als Professor.
Ein Großteil seiner wissenschaftlichen Arbeit galt Catull, mit dem er sich seit 1859 befasste. Sein erster Commentary on Catullus (1876) erregte großes Interesse und erhebliche Kritik. 1889 brachte er einen zweiten heraus, eine erweiterte Ausgabe, die sich aus der inzwischen erfolgten Anerkennung des Autors als Catull-Autorität ergab. Ellis zitierte besonders aus italienischen Kommentaren, um deutlich zu machen, dass das Geburtsland der Renaissance mehr für die Forschung getan habe als allgemein bekannt. Er ergänzte seine kritische Arbeit durch eine Übersetzung (1871, Alfred Tennyson gewidmet) der Gedichte im Metrum des Originals.
Ein anderer Autor, dem Ellis viele Studienjahre widmete, war Marcus Manilius, der Verfasser des astronomischen und astrologischen Lehrgedichts Astronomica. 1891 veröffentlichte er Noctes Manilianae, eine Reihe von Dissertationen über die Astronomica, inklusive Korrekturen. Außerdem behandelte er Avianus, Velleius Paterculus und den christlichen Dichter Orientius, den er im Wiener Corpus Scriptorum Ecclesiasticorum Latinorum herausgab. Er veröffentlichte Ovids Ibis, das Lucilius Iunior zugeschriebene Gedicht Aetna und steuerte zu den Anecdota Oxoniensia verschiedene unveröffentlichte Manuskripte u. a. aus der Bodleian Library bei. 1907 veröffentlichte er eine Ausgabe der Appendix Vergiliana und 1908 den Annalisten Licinianus. Seit 1902 war er Mitglied (Fellow) der British Academy.